# Bukit Sang
Bukit Sang är en kulle i Indonesien.   Den ligger i provinsen Aceh, i den västra delen av landet, 1 600 km nordväst om huvudstaden Jakarta. Toppen på Bukit Sang är 88 meter över havet.
Terrängen runt Bukit Sang är huvudsakligen platt.Runt Bukit Sang är det ganska glesbefolkat, med 47 invånare per kvadratkilometer. I omgivningarna runt Bukit Sang växer i huvudsak städsegrön lövskog.